# 동강서원
동강서원(東岡書院)은 대한민국 경상북도 경주시에 위치한 조선 시대의 서원이다. 1695년에 창건되었으며, 손중돈(孫仲暾)을 제향하고 있다.